# Нана Мускурі
Іоанна (На́на) Муску́рі (грец. Νάνα Μούσχουρη, нар. 13 жовтня 1934, Ханья, Греція) — грецька співачка, громадська та політична діячка. Депутатка Європарламенту від Греції 1994—99 роках. Записала пісні багатьма мовами, зокрема грецькою, французькою, англійською, німецькою, голландською, італійською, португальською, іспанською, івритом, валлійською, китайською, корсиканською і турецькою.

## Біографія
З 12 років брала уроки у професійних вчителів вокалу. Кумирами Нани були з дитинства Френк Сінатра, Елла Фіцджеральд, Біллі Голідей, Едіт Піаф. 1959 року вступила до Афінської консерваторії, де впродовж 8 років навчалася оперного співу. Проте через захоплення джазом викладачі змусили Нану покинути консерваторію.
1957 року записала перші кілька пісень, а наступного року познайомилася з відомим грецьким композитором Маносом Хатзідакісом, який запропонував їй співпрацю. Після перемоги у Грецькому музичному фестивалі Нані Мускурі стала надзвичайно популярною у Греції.
У 1961 році співачка записала звукову доріжку до німецького документального фільму про Грецію. Пісня «Білі троянди з Афін» (нім. Weiße Rosen aus Athen) завоювала німецький музичний ринок, тільки у Німеччині було продано мільйон копій. У 1962 Нана Мускурі познайомилася з американським продюсером Квінсі Джонсом, який випустив альбом The Girl from Greece Sings, і з яким гастролювала по США, та виступила у Нью-Йорку.

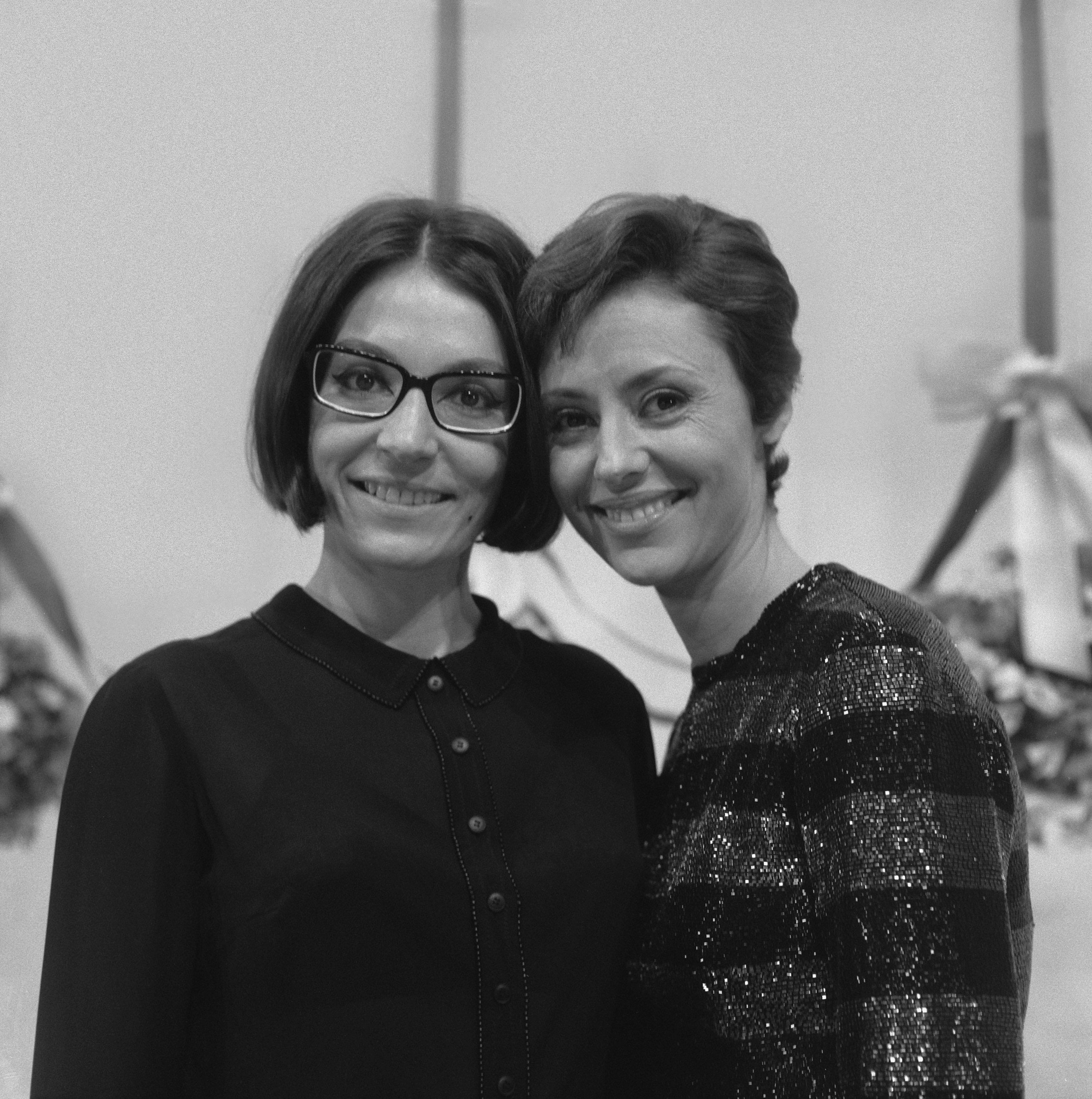
З Катериною Валенте на її шоу, 1966

1963 року Нана Мускурі покинула Грецію і переїхала на постійне місце проживання до Парижа. У тому ж році з'явилася на конкурсі Євробачення від Люксембургу і виконала пісню «За допомогою молитви» (фр. À force de prier). Пісня стала світовим хітом. У 1965 році вона записала англійськомовний альбом, продюсером якого був Гаррі Белафонте, з яким співачка гастролювала у 1966 році. Її наступний альбом був французьким Le Jour où la Colombe і приніс Нані Мускурі статус суперзірки у Франції в 1967 році. У 1968 на британському телебаченні виходила розважальна телепрограма «Нана та гості».
Нана Мускурі попрощалась зі сценою 24 липня 2008, влаштувавши грандіозний концерт в Одеоні Ірода Аттика в Афінах.
У 1990-х роках Нані Мускурі займалася активною громадською діяльністю. Зокрема, стала амбасадоркою доброї волі ЮНІСЕФ. Мускурі влаштовувала численні концерти на користь ЮНІСЕФ, зокрема спеціальний концерт у Кенії і в Гватемалі як частину ініціативи приватного сектору збирання коштів.
У 1994—99 роках Нана Мускурі була депутаткою Європарламенту від Греції.
Коли на початку 2010 року рідна Греція опинилася у затяжній кризі (економічній стан був на межі дефолту і країну охопили масштабні акції протестів проти згортання соціальних програм), 75-річна артистка зі світовим ім'ям оголосила, що віддає державі свою пенсію, яку заробила як депутатка Європарламенту (за даними BBC, йдеться про суму в 25 тисяч євро щороку). У листі до Міністерства фінансів Греції Нана Мускурі написала, що вважає такий крок своїм обов'язком щодо батьківщини, яка потрапила у скрутне фінансове становище, а до співвітчизників співачка звернулася із закликом надати посильну допомогу державі, нагадавши, що Греції зараз особливо важко, адже минулого року вона пройшла через іще одне тяжке випробування — масштабні лісові пожежі.
14 жовтня 2010 року Парламент Греції нагородив Нану Мускурі срібною медаллю Парламентського фонду за визначний внесок у популяризацію грецької культури.

## Родина
У 1961 році, у віці 25 років, Нана Мускурі одружилася з гітаристом свого оркестру Юрієм Петсиласом (англ. Yorgos Petsilas). Народила сина Миколу (Nicolas, 1968) та доньку Олену (Hélène, 1970). 1975 року шлюб було розірвано. Незабаром зійшлася з звукорежисером Андре Шапель (André Chapelle), однак не одружувалася, щоб не травмувати родину. Офіційно шлюб відбувся у 2003 році. Зараз співачка мешкає у Швейцарії.